# 미국 5센트 주화
미국 5센트 주화는 미국 달러의 20분의 1에 해당하는 통화 단위를 가진 주화이다. 미국에서는 니켈(Nickel)로 잘 알려져 있다.
1938년 이후부터 발행된 5센트 주화 앞면에는 미국의 제3대 대통령을 지낸 토머스 제퍼슨의 초상화가 그려져 있으며 1938년부터 2003년까지 발행된 5센트 주화 뒷면에는 제퍼슨의 사저로 사용된 건물인 몬티첼로가 그려져 있었다. 2004년과 2005년에는 루이지애나 매입과 루이스와 클라크의 원정 200주년을 기념하기 위한 차원에서 주화 디자인을 잠시 변경하기도 했다. 그 후 2006년에 5센트 주화 뒷면 디자인이 다시 몬티첼로로 변경되었고 주화 앞면에 그려져 있던 제퍼슨의 초상화 또한 약간 수정된 형태로 변경되어 오늘에 이른다.

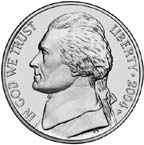
미국 5센트 주화 앞면 (1938년 ~ 2003년)
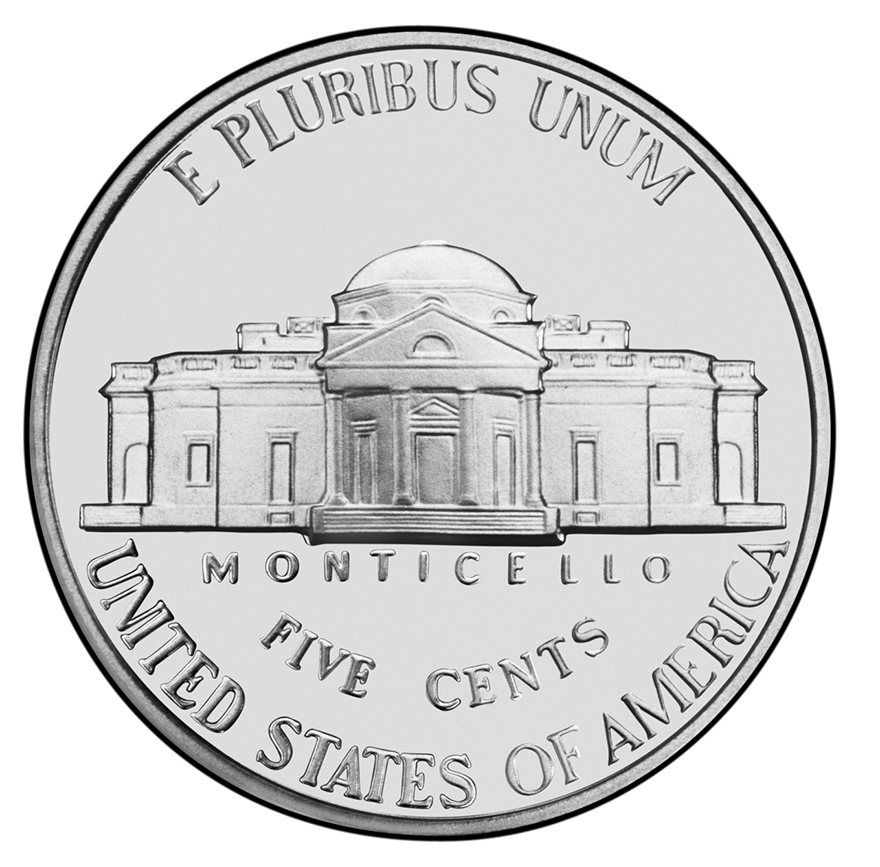
미국 5센트 주화 뒷면 (1938년 ~ 2003년)

## 같이 보기
- 미국의 주화 발행 통계